# 清田海一郎
清田 海一郎（せいた うみいちろう、1858年 - 1904年）は、日本の聖職者、浅草聖ヨハネ教会の初代牧師。日本聖公会の聖職者・司祭。

## 人物・経歴
大阪・英和学舎（現・立教大学）での修学を経て、大阪・聖三一神学校（聖公会神学院の前身の一つ）を卒業。
上京したのち、1891年（明治24年）に、東京市浅草区黒船町（現・台東区駒形）で浅草聖ヨハネ教会の初代礼拝堂が聖別されると、同教会の初代牧師として活躍した。この時、宮崎敬介も同教会で司牧していた。

この教会は、1876年（明治9年）にチャニング・ウィリアムズ（江戸監督）のもとで、クーパー（William B. Cooper）宣教師らによって東京府第五大区浅草広小路（東京都台東区雷門）で講義所として開設されたことに始まり、その後浅草界隈で何度も移転をしたのち、上述の初代礼拝堂が1891年（明治24年）に建てられ、浅草聖ヨハネ教会と称するようになった教会である。
長男の清田龍之助は、父・海一郎のキリスト教の影響下で育ち、同じ聖公会が運営する東京・築地の旧制立教中学校、立教専修学校（現・立教大学）で学び、アメリカに留学のために渡り、ケニオン大学、イェール大学大学院で修学した。

## 主な著作
- 『公會月報【創刊号】』左乙女豊秋/徳富猪一郎/角中主一郎/清田海一郎 公會月報社(大阪) 1890年（明治23年）